# Lycopodioides jiulongensis
Lycopodioides jiulongensis là một loài thực vật có mạch trong Họ Thạch tùng. Loài này được H.S. Kung, L.B. Zhang & X.S. Guo mô tả khoa học đầu tiên năm 1995.